# سبرينغفيلد (داكوتا الجنوبية)
سبرينغفيلد (بالإنجليزية: Springfield, South Dakota)‏ هي مدينة تقع في الولايات المتحدة في مقاطعة بون هوم، داكوتا الجنوبية. يقدر عدد سكانها بـ 1,989 نسمة ومساحتها 2.62 كم2 وترتفع عن سطح البحر 396 متر.

## التركيبة السكانية
قام مكتب تعداد الولايات المتحدة بتحديد بيانات التركيبة السكانية لسبرينغفيلد في تعداد الولايات المتحدة. في ما يلي، التركيبة السكانية حسب تعدادي 2000 و2010.

### تعداد عام 2000
بلغ عدد سكان سبرينغفيلد 792 نسمة بحسب تعداد عام 2000، وبلغ عدد الأسر 356 أسرة وعدد العائلات 218 عائلة مقيمة في المدينة. في حين سجلت الكثافة السكانية 1,211.6 نسمة لكل ميل مربع (467.8/كم2). وبلغ عدد الوحدات السكنية 400 وحدة بمتوسط كثافة قدره 611.9 نسمة لكل ميل مربع (236.3/كم2).
وتوزع التركيب العرقي للمدينة بنسبة 93.43% من البيض و 4.80% من الأمريكيين الأصليين و 0.38% من الأمريكيين الأفارقة و 1.39% من عرقين مختلطين أو أكثر.
بلغ عدد الأسر 356 أسرة كانت نسبة 26.4% منها لديها أطفال تحت سن الثامنة عشر تعيش معهم، وبلغت نسبة الأزواج القاطنين مع بعضهم البعض 50.6% من أصل المجموع الكلي للأسر، ونسبة 8.4% من الأسر كان لديها معيلات من الإناث دون وجود شريك، وكانت نسبة 38.5% من غير العائلات. تألفت نسبة 33.1% من أصل جميع الأسر من أفراد ونسبة 14.0% كانوا يعيش معهم شخص وحيد يبلغ من العمر 65 عاماً فما فوق. وبلغ متوسط حجم الأسرة المعيشية 2.77، أما متوسط حجم العائلات فبلغ 2.22.
بلغ العمر الوسطي للسكان 42 عاماً. وكانت نسبة 25.0% من القاطنين تحت سن الثامنة عشر، وكانت نسبة 6.3% بين الثامنة عشر والأربعة وعشرون عاماً، ونسبة 22.5% كانت واقعةً في الفئة العمرية ما بين الخامسة والعشرون حتى والأربعة وأربعون عاماً، ونسبة 22.9% كانت ما بين الخامسة والأربعون حتى الرابعة والستون، ونسبة 23.4% كانت ضمن فئة الخامسة والستون عاماً فما فوق. يوجد لكل 100 أنثى 91.3 ذكر، ويوجد لكل 100 أنثى في الثامنة عشر من عمرها فما فوق 89.8 ذكر.
بلغ متوسط دخل الأسرة في المدينة 29,464 دولار، أما متوسط دخل العائلة فبلغ 40,625 دولار. وكان متوسط دخل الذكور 25,227 دولار مقابل 21,071 دولار للإناث. وسجل دخل الفرد الخاص بالمدينة 15,863 دولار. وكانت نسبة 8.5% من العائلات ونسبة 9.1% من السكان تحت خط الفقر، وكان من هؤلاء نسبة 9.2% تحت سن الثامنة عشر ونسبة 10.2% في الخامسة والستين من العمر وما فوق.

### تعداد عام 2010
بلغ عدد سكان سبرينغفيلد 1,989 نسمة بحسب تعداد عام 2010، وبلغ عدد الأسر 352 أسرة وعدد العائلات 200 عائلة مقيمة في المدينة. في حين سجلت الكثافة السكانية 1,969.3 نسمة لكل ميل مربع (760.4/كم2). وبلغ عدد الوحدات السكنية 433 وحدة بمتوسط كثافة قدره 428.7 لكل ميل مربع (165.5/كم2).
وتوزع التركيب العرقي للمدينة بنسبة 70.7% من البيض و 23.3% من الأمريكيين الأصليين و 0.1% من الأمريكيين ذوي الأصول الآسيوية و 2.9% من الأمريكيين الأفارقة و 2.4% من عرقين مختلطين أو أكثر.
بلغ عدد الأسر 352 أسرة كانت نسبة 22.7% منها لديها أطفال تحت سن الثامنة عشر تعيش معهم، وبلغت نسبة الأزواج القاطنين مع بعضهم البعض 46.9% من أصل المجموع الكلي للأسر، ونسبة 7.4% من الأسر كان لديها معيلات من الإناث دون وجود شريك، بينما كانت نسبة 2.6% من الأسر لديها معيلون من الذكور دون وجود شريكة وكانت نسبة 43.2% من غير العائلات. وبلغ متوسط حجم الأسرة المعيشية 2.66، أما متوسط حجم العائلات فبلغ 2.00.
بلغ العمر الوسطي للسكان 37 عاماً. وكانت نسبة 8.8% من القاطنين تحت سن الثامنة عشر، وكانت نسبة 13.3% بين الثامنة عشر والأربعة وعشرون عاماً، ونسبة 42.2% كانت واقعةً في الفئة العمرية ما بين الخامسة والعشرون حتى والأربعة وأربعون عاماً، ونسبة 25.1% كانت ما بين الخامسة والأربعون حتى الرابعة والستون، ونسبة 10.6% كانت ضمن فئة الخامسة والستون عاماً فما فوق. وتوزع التركيب الجنسي للسكان بنسبة 81.1% ذكور و18.9% إناث.